# Lumbyvej (Nørre Lyndelse)
 Lumbyvej er en forsættelse af Eskevej der går syd om Nørre Lyndelse. Vejen er en del af primærrute 43 der går imellem Faaborg og Årslev.
Omfartsvejen blev lavet sammen med 1 etape af Svendborgmotorvejen mellem Odense og Ringe der åbnede for trafik i 2006. Vejen skulle få den tung trafik der kom fra Faaborg syd om Nørre Lyndelse og ud til Svendborgmotorvejen ved Årslev, så byen ikke blev belastet af for meget tung trafik.
Vejen forbinder Eskevej i vest med Svendborgmotorvejen primærrute 9 i øst, og har forbindelse til Lumbyvej.